# Chris Kropman
Christiaan Michael „Chris“ Kropman (* 10. Oktober 1919 in Nijmegen; † 29. März 2003 in Bilthoven) war ein niederländischer Radrennfahrer.

## Sportliche Laufbahn
Kropman war im Bahnradsport aktiv. Er war Teilnehmer der Olympischen Sommerspiele 1936 in Berlin. In der Mannschaftsverfolgung schied das Team mit Chris Kropman, Adrie Zwartepoorte, Ben van der Voort und Gerrit van Wees aus. Der Vierer beendete seinen Vorlauf nicht.
1938 wurde er beim Sieg von Bruno Loatti Dritter im Grand Prix Kopenhagen. 1945 kam er auf den dritten Platz in der nationalen Meisterschaft im Sprint, als Arie van Vliet den Titel gewann.